# Paul Rogers (montatore)
Paul Rogers (...) è un montatore statunitense, vincitore di un Oscar al miglior montaggio nel 2023 per il film Everything Everywhere All at Once.

## Biografia
Ha frequentato Homewood High School di Homewood, in Alabama.Successivamente si è laureato al College of Santa Fe. Ha iniziato a lavorare come montatore in alcuni cortometraggi e in alcuni videoclip. Nel 2017, ha lavorato per il film Can't Stop, Won't Stop: A Bad Boy Story, diretto da Daniel Kaufman. Dal 2018 al 2018, ha lavorato per alcuni episodi della serie commedia Dream Corp, LLC. Nel 2022, ha ottenuto un grande successo per il film Everything Everywhere All at Once, diretto da Daniel Kwan e Daniel Scheinert. Grazie a questo lavoro, ha vinto il Premio Oscar, il Premio BAFTA e il Critics' Choice Awards.

## Filmografia

### Cinema
- Can't Stop, Won't Stop: A Bad Boy Story, regia di Daniel Kaufman (2017)
- The Death of Dick Long, regia di Daniel Scheinert (2019)
- You Cannot Kill David Arquette, regia di David Darg e Price James (2020)
- Everything Everywhere All at Once, regia di Daniel Kwan e Daniel Scheinert (2022)
- The Legend of Ochi, regia di Isaiah Saxon (2025)

### Televisione
- The Eric Andre Show - serie Tv, 10 episodi (2016)
- Dream Corp, LLC - serie TV, 5 episodi (2018-2020)

### Cortometraggi
- Interesting Ball, regia di Daniel Kwan e Daniel Scheinert (2014)
- The Pund Hole, regia di Daniel Kwan e Daniel Scheinert (2015)
- Snowy Bing Bongs Across the North Star Combat Zone, regia di Alex Huston Fischer e Rachel Wolther (2017)
- Sampha: Process, regia di Kahlil Joseph (2017)
- Negra, Yo Soy Bella, regia di Vashni Korin (2023)

### Videoclip
- Turn Down for What - DJ Snake e Lil Jon (2014)
- My Song 5 - Haim feat. ASAP Ferg (2014)
- Get Stupid - Aston Merrygold (2015)
- There's No Way - Lauv feat. Julia Michaels (2018)

## Riconoscimenti
- Premio Oscar
  - 2023 - Miglior montaggio per Everything Everywhere All at Once[13]
- BAFTA
  - 2023 - Miglior montaggio per Everything Everywhere All at Once[14]
- Critics' Choice Awards
  - 2023 - Miglior montaggio per Everything Everywhere All at Once
- Satellite Award
  - 2023 - Miglior montaggio per Everything Everywhere All at Once
- Saturn Award
  - 2022 - Candidatura al miglior montaggio per Everything Everywhere All at Once